# Club Deportivo San Roque
|  | Aquest article tracta sobre el club de futbol de San Roque, Cadis. Si cerqueu el club de futbol de Lepe, Huelva, vegeu «CD San Roque de Lepe». |

El Club Deportivo San Roque és un club de futbol andalús amb seu a San Roque, Cadis, a la comunitat autònoma d'Andalusia . Fundat l'any 1966, juga a la Segona Andalusa, celebrant els partits a casa a l'Estadi Manolo Mesa, amb una capacitat per a 500 seients.

## Temporada a temporada
| Season  | Tier | Division | Place | Copa del Rey |
| ------- | ---- | -------- | ----- | ------------ |
| 1966–67 | 5    | 2ª Reg.  |       |              |
| 1967–68 | 5    | 2ª Reg.  |       |              |
| 1968–69 | 4    | 1ª Reg.  | 16th  |              |
| 1969–70 | 5    | 2ª Reg.  | 9th   |              |
| 1970–71 | 5    | 2ª Reg.  | 10th  |              |
| 1971–72 | 5    | 2ª Reg.  | 11th  |              |
| 1972–73 | 5    | 2ª Reg.  | 10th  |              |
| 1973–74 | 5    | 2ª Reg.  | 5th   |              |
| 1974–75 | 5    | 2ª Reg.  | 3rd   |              |
| 1975–76 | 6    | 2ª Reg.  | 8th   |              |
| 1976–77 | 6    | 2ª Reg.  |       |              |
| 1977–78 | 7    | 2ª Reg.  | 3rd   |              |
| 1978–79 | 7    | 2ª Reg.  | 9th   |              |
| 1979–80 | 6    | 1ª Reg.  | 15th  |              |
| 1980–81 | 6    | 1ª Reg.  | 20th  |              |
| 1981–82 | 7    | 2ª Reg.  | 8th   |              |
| 1982–83 | 7    | 2ª Reg.  | 2nd   |              |
| 1983–84 | 7    | 2ª Reg.  | 2nd   |              |
| 1984–85 | 6    | 1ª Reg.  | 12th  |              |
| 1985–86 | 6    | 1ª Reg.  | 14th  |              |

| Season    | Tier | Division   | Place | Copa del Rey |
| --------- | ---- | ---------- | ----- | ------------ |
| 1986–87   | 6    | 1ª Reg.    |       |              |
| 1987–88   | 6    | 1ª Reg.    | 15th  |              |
| 1988–89   | 6    | 1ª Reg.    | 14th  |              |
| 1989–90   | 6    | 1ª Reg.    | 3rd   |              |
| 1990–91   | 6    | 1ª Reg.    | 6th   |              |
| 1991–92   | 6    | 1ª Reg.    | 3rd   |              |
| 1992–93   | 6    | 1ª Reg.    | 4th   |              |
| 1993–94   | 6    | 1ª Reg.    | 5th   |              |
| 1994–95   | 6    | 1ª Reg.    | 1st   |              |
| 1995–96   | 5    | Reg. Pref. | 12th  |              |
| 1996–97   | 5    | Reg. Pref. | 3rd   |              |
| 1997–98   | 5    | Reg. Pref. | 13th  |              |
| 1998–99   | 5    | Reg. Pref. | 14th  |              |
| 1999–2000 | 5    | Reg. Pref. | 14th  |              |
| 2000–01   | 5    | Reg. Pref. | 13th  |              |
| 2001–02   | 5    | Reg. Pref. | 6th   |              |
| 2002–03   | 5    | Reg. Pref. | 12th  |              |
| 2003–04   | 5    | Reg. Pref. | 11th  |              |
| 2004–05   | 6    | Reg. Pref. | 13th  |              |
| 2005–06   | 7    | 1ª Reg.    | 8th   |              |

| Temporada | Nivell | Divisió                 | Lloc | Copa del Rei |
| --------- | ------ | ----------------------- | ---- | ------------ |
| 2006–07   | 7      | 1ª Reg.                 | 3r   |              |
| 2007–08   | 6      | Preferència de registre | 8è   |              |
| 2008–09   | 6      | Preferència de registre | 3r   |              |
| 2009–10   | 5      | 1a I.                   | 13è  |              |
| 2010–11   | 5      | 1a I.                   | 1r   |              |
| 2011–12   | 4      | 3a                      | 14è  |              |
| 2012–13   | 4      | 3a                      | 8è   |              |
| 2013–14   | 4      | 3a                      | 14è  |              |
| 2014–15   | 4      | 3a                      | 12è  |              |
| 2015–16   | 4      | 3a                      | 14è  |              |
| 2016–17   | 4      | 3a                      | 20è  |              |
| 2017–18   | 5      | Div. Hon.               | 8è   |              |
| 2018–19   | 5      | Div. Hon.               | 13è  |              |
| 2019–20   | 5      | Div. Hon.               | 8è   |              |
| 2020–21   | 5      | Div. Hon.               | 10è  |              |
| 2021–22   | 7      | 1a I.                   | 7è   |              |
| 2022–23   | 8      | 2a I.                   | 5è   |              |
| 2023–24   | 7      | 1a I.                   | 16è  |              |
| 2024–25   | 8      | 2a I.                   |      |              |

- 6 temporades a Tercera Divisió